# Porton del Luzzo
Il Porton del Luzzo (o Porton del Luzo) è una delle più antiche porte di Vicenza.

## Storia

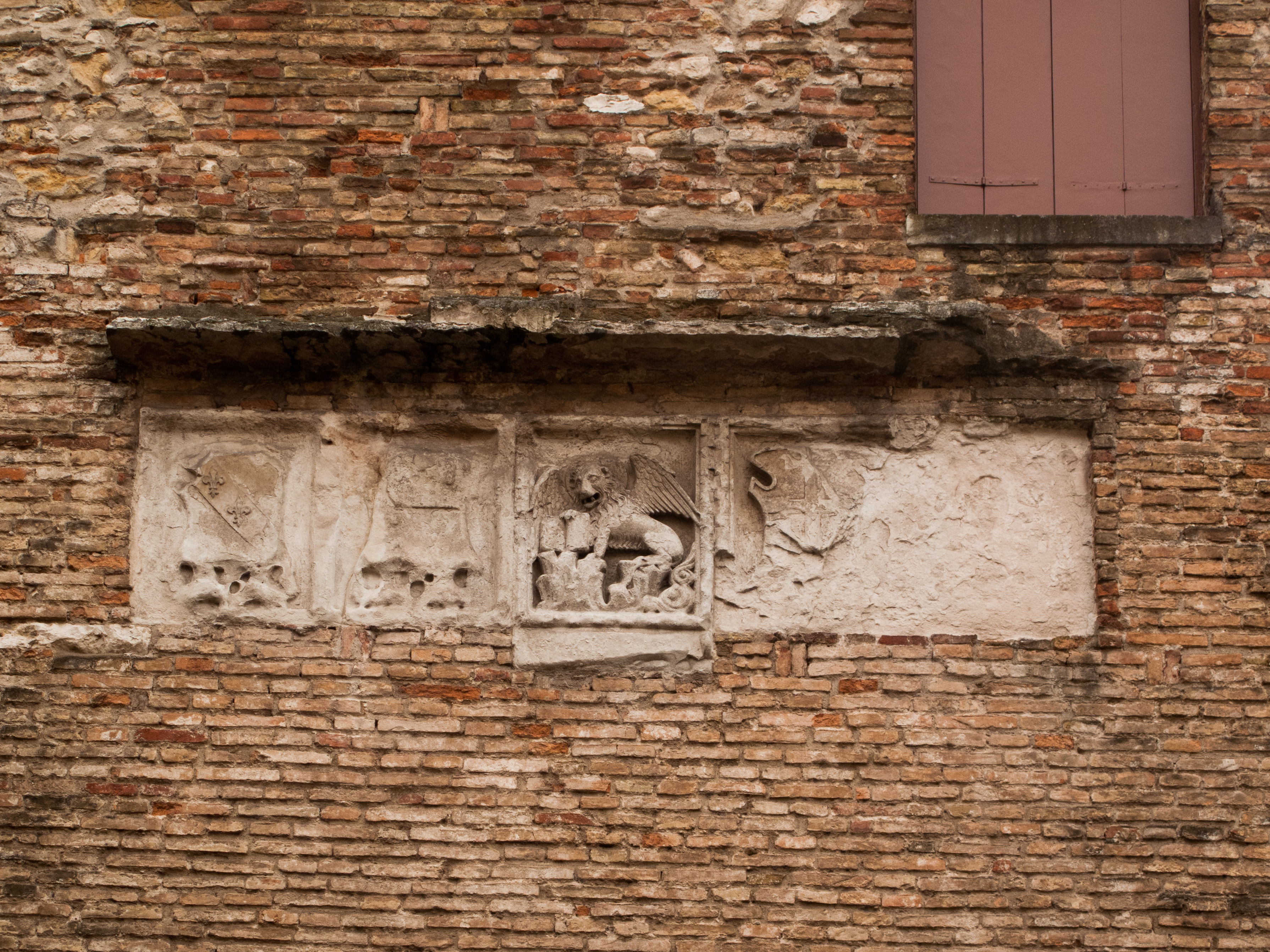
Vicenza - Porton del Luzo - Leone di San Marco

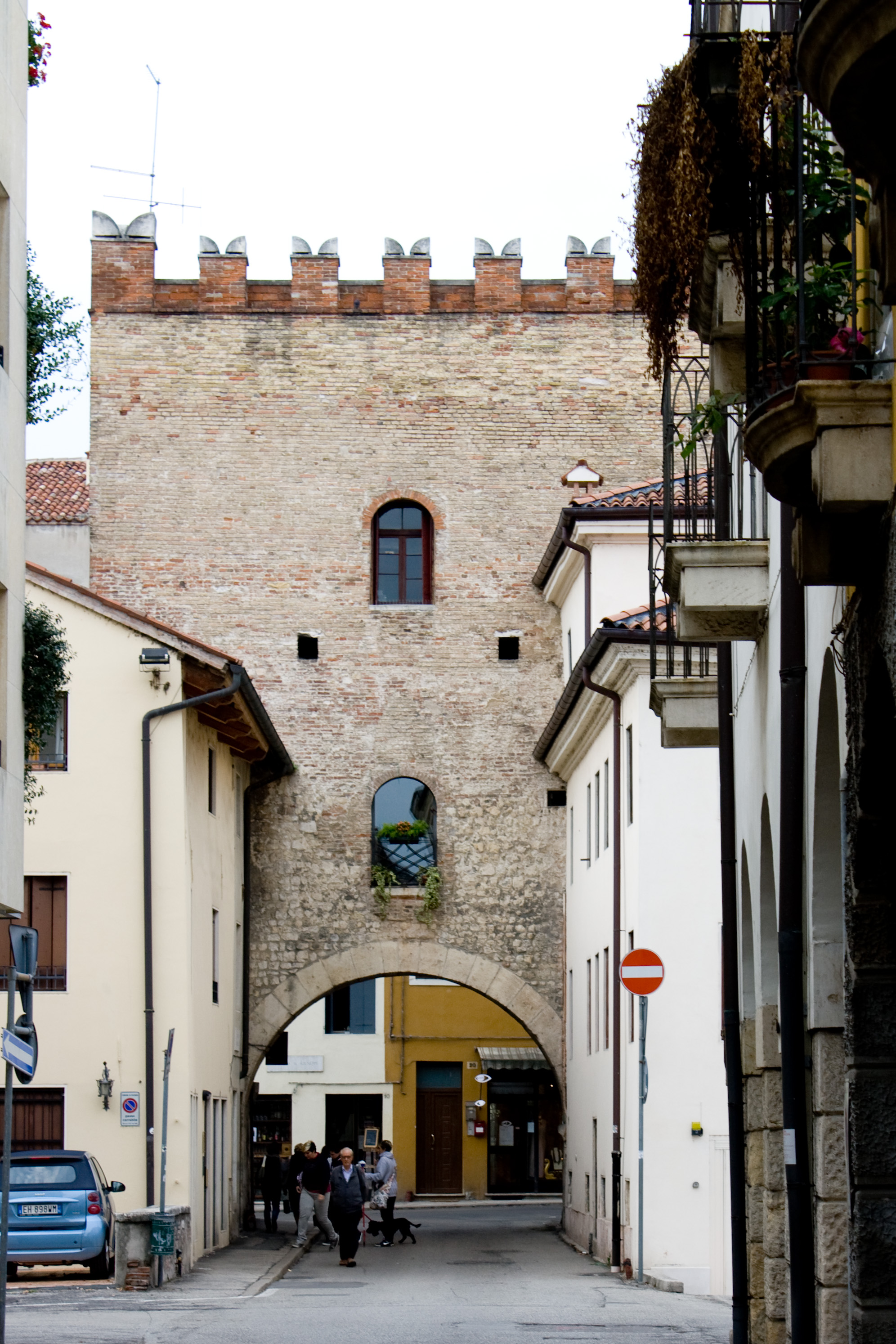
Porton del Luzo - prospetto est

In origine casa torre della famiglia Lucii risalente all'XI secolo, il Porton del Luzzo appartiene allo stesso periodo della prima cerchia medievale, ed è considerato una delle porte più antiche di Vicenza. Chiusa nel XIII secolo, venne riaperta nella metà del XVI secolo. Più volte rimaneggiata e restaurata con i materiali di scavo ricavati dal vicino teatro romano di Berga, è caratterizzata da una merlatura anch'essa rifatta.
Sul nome esistono più ipotesi. Secondo una tradizione popolare, il nome deriverebbe da un luccio di grandi dimensioni pescato in un corso d'acqua vicino. Secondo altri potrebbe derivare da Porta Luci, dal latino lucus che significa bosco sacro con il significato di porta del bosco sacro; oppure, come sostiene Dante Olivieri, dal cognome della famiglia vicentina dei Lucii, che possedeva più edifici nella stessa zona, probabilmente proprietaria dello stesso porton in epoca alto-medievale con funzioni di casa-torre.